# Myszka lotnicza nr 2
myszka lotnicza nr 2 – niemiecka bomba odłamkowa wagomiaru 1 kg. Duże ilości tych bomb zdobyto na opanowanym w czasie powstania wielkopolskiego poznańskim lotnisku Ławica i były następnie używane przez polskie Lotnictwo Wojskowe.
Myszka lotnicza nr 2 miała cylindryczny korpus ze sferycznym dnem wypełniony lanym trotylem lub kwasem pikrynowym. W górną część bomby wkręcany był zapalnik o masie 0,37 kg zabezpieczony zawleczką (zawleczki były wyjmowane ręcznie przed startem samolotu). Bomba była przenoszona w kasetach bombowych mających formę skrzyni.
W drugiej połowie lat 30. myszka lotnicza nr 2 została zastąpiona przez opracowaną w Polsce myszkę wz. 34.